# Aufsitzender Pustelpilz
Der Aufsitzende Pustelpilz (Dialonectria episphaeria syn. Nectria episphaeria, Cosmospora episphaeria, Fusarium episphaeria (Anamorphe)) ist eine Pilzart aus der Familie der Pustelpilzverwandten (Nectriaceae).

## Merkmale

### Teleomorphe

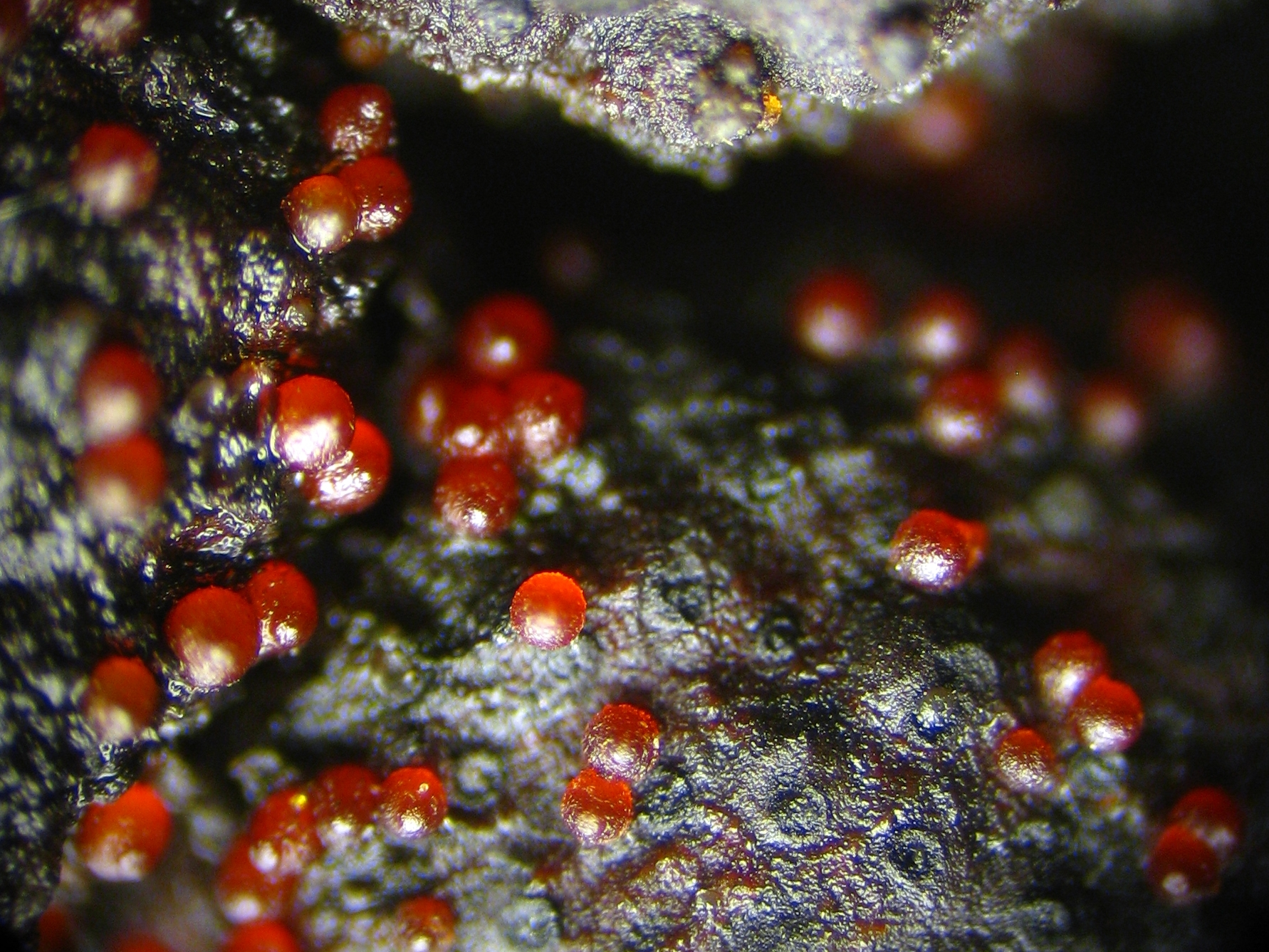
Nahaufnahme des Aufsitzenden Pustelpilzes

Die Perithecien sind annähernd kugelförmig und besitzen am Scheitel eine leicht hervorstehende Mündung (Ostiolum). Sie sind etwa 0,2 bis 0,3 mm breit und leuchtend rot gefärbt. Die Perithecien erscheinen oft in kleinen oder großen Gruppen. Bei trockener Witterung fallen sie von oben oder seitlich ein.
Die Asci sind zylindrisch bis schmal keulenförmig und messen etwa 65–105 × 8–9 µm. Die Ascosporen sind elliptisch und zunächst hyalin, bei Reife blass bräunlich gefärbt. Sie sind einfach septiert und 7–10 × 3–4 µm groß. Ihre Oberfläche ist glatt, bei Reife leicht rau.

### Anamorphe
Die Mikrokonidien sind elliptisch bis keulig, hyalin und unseptiert. Die Makrokonidien sind subzylindrisch, mäßig gebogen und an den Enden etwas verjüngt. Sie sind hyalin, drei- bis fünffach septiert und meist dünnwandig.

## Artabgrenzung
Der Aufsitzende Pustelpilz ist durch das Wachstum auf Schlauchpilzen (Ascomycota), insbesondere beim Vorkommen auf Eckenscheibchenverwandten (Diatrypaceae), gut gekennzeichnet. Eine weitere auf Pyrenomyceten wachsende, verwandte Art ist Stylonectria purtonii auf verschiedenen Arten der Gattung Valsa. Ihre Ascosporen bleiben glatt und die Perithecien fallen nicht ein. Auf Vertretern der Gattung Diatrypella wächst Nectria magnusiana; auf Melanconis und Hapalocystis kommt S. wegeliniana vor.
Macroconia leptosphaeriae besiedelt den Zugespitzten Kugelpilz (Leptosphaeria acuta). Tubeufia cerea kann ebenfalls auf Eckenscheibchen (Diatrype) vorkommen und besitzt einen ähnlichen Habitus. Sie ist eher gelblich gefärbt und besitzt eine deutlich abgesetzte Scheibe am Scheitel der Perithecien. Ihre Sporen sind lang spindelig.

## Ökologie und Phänologie
Der Aufsitzende Pustelpilz wächst auf anderen Schlauchpilzen (Ascomycota) an Laubholz. Der Wirt zählt oft zur Familie der Eckenscheibchenverwandten (Diatrypaceae), wobei meist das Flächige Eckenscheibchen (Diatrype stigma) besiedelt wird. Daneben werden auch Vertreter der Familie der Melanconidaceae und der Holzkeulenverwandten (Xylariaceae) befallen. Im Einzelnen wurden Arten der Gattungen Anthostoma, Diatrypella, Eutypa, Hypoxylon, Melanconis und Melogramma als Substrate beobachtet.
Die Perithecien erscheinen vor allem im Frühjahr von März bis Mai.

## Taxonomie
Dialonectria episphaeria wurde 1791 von Heinrich Julius Tode als Sphaeria episphaeria beschrieben. 1849 stellte sie Elias Magnus Fries in die Gattung Nectria. Rossman & Samuels gliederten die Art im Jahr 1999 in die Gattung Cosmospora aus. Seit 2011 wird die Art erneut zur Gattung Dialonectria gezählt. Diese wurde bereits 1884 von Mordecai Cubitt Cooke mit Dialonectria episphaeria (bezeichnet als Dialonectria sanguinea) als Typusart eingeführt. Diese Auffassung setzte sich jedoch zunächst nicht durch.
Die Identität der Anamorphe des Aufsitzenden Pustelpilzes ist nicht abschließend geklärt. Häufig wurde Fusarium aquaeductuum var. medium bzw. Fusarium dimerum als Nebenfruchtform angesehen. Inzwischen wird Fusarium episphaeria als Anamorphe des Aufsitzenden Pustelpilzes betrachtet. F. aquaeductuum var. medium wird zu Dialonectria ullevolea gestellt.